# Conioscinella vestita
Conioscinella vestita är en tvåvingeart som först beskrevs av Becker 1913.  Conioscinella vestita ingår i släktet Conioscinella och familjen fritflugor. Inga underarter finns listade i Catalogue of Life.